# 斯潘塞敦 (紐約州)
斯潘塞敦（英語：Spencertown）是位於美國紐約州哥倫比亞縣的非建制地區。

## 歷史
斯潘塞敦的郵局自1811年營運至今。

## 地理
斯潘塞敦所處的海拔為高於海平面209米（即686英呎），而該地所採用的時區為UTC-5，即北美东部时区（EST）。同時該地設有夏令時間，為UTC-5調快一小時，即UTC-4（EDT）。